# Processo Lévy

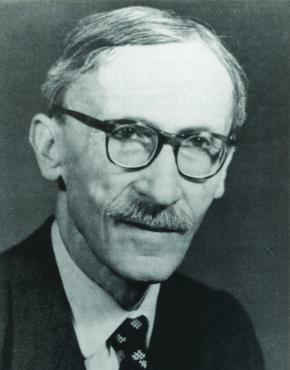
Paul Pierre Lévy (1886 – 1971) foi o matemático francês que dá nome a esse processo estocástico.

O Processo Lévy, no contexto da teoria das probabilidades, é um processo estocástico, ou seja, trata-se de um modelo matemático que, por meio de variáveis aleatórias, representa a evolução de um sistema de valores no tempo. Processos estocásticos são, portanto, a contraparte probabilística de um processo determinístico. No caso do processo Lévy especificamente, ele contém incrementos independentes e estacionários, ou seja, ele representa o movimento de um ponto cujos deslocamentos sucessivos são intervalos aleatórios e independentes, e estatisticamente idênticos em diferentes horários do mesmo comprimento.
Os dois exemplos mais notórios de um processo Lévy, que recebe esse nome em homenagem ao matemático francês Paul Lévy, são o movimento browniano e o processo de Poisson.

## Definição matemática
Um processo estocástico {\displaystyle X=\{X_{t}:t\geq 0\}} pode ser considerado um processo Lévy se ele satisfizer as seguintes condições:
1. {\displaystyle X_{0}=0\,} quase certamente
2. Independência dos incrementos: Para qualquer {\displaystyle 0\leq t_{1}<t_{2}<\cdots <t_{n}<\infty }, {\displaystyle X_{t_{2}}-X_{t_{1}},X_{t_{3}}-X_{t_{2}},\dots ,X_{t_{n}}-X_{t_{n-1}}} são independentes
3. Incrementos estacionários: Para qualquer {\displaystyle s<t\,}, {\displaystyle X_{t}-X_{s}\,} é igual em distribuição de {\displaystyle X_{t-s}.\,}
4. Continuidade em probabilidade: Para qualquer {\displaystyle \epsilon >0} e {\displaystyle t\geq 0} que considera que {\displaystyle \lim _{h\rightarrow 0}P(|X_{t+h}-X_{t}|>\epsilon )=0}

Se {\displaystyle X} for um processo Lévy, então ele poderá construir uma versão de {\displaystyle X} em que {\displaystyle t\mapsto X_{t}} será quase certamente contínua à direita, limite à esquerda.

## Propriedades

### Incrementos independentes
Um processo estocástico de tempo contínuo atribui uma variável aleatória Xt para cada ponto t ≥ 0 no tempo. Com efeito, é uma função aleatória de t. Os incrementos de tal processo são as diferenças Xs − Xt entre os seus valores em momentos diferentes t < s. Chamar os incrementos de um processo independente significa que os incrementos Xs − Xt and Xu − Xv são variáveis aleatórias independentes sempre que os dois intervalos de tempo não se sobrepõem e, de modo mais genérico, qualquer número finito de incrementos atribuídos aos pares sem sobreposição de intervalos de tempo são mutuamente (não apenas pareados) independentes.

### Incrementos estacionários
Considerar um incremento como estacionário significa que a distribuição de probabilidade de qualquer incremento Xt − Xs depende apenas do comprimento t − s do intervalo de tempo; incrementos em intervalos de tempo longos são igualmente distribuídos de forma idêntica.
Se {\displaystyle X} for um processo de Wiener, a distribuição de probabilidade de Xt − Xs é normal com valor esperado 0 e variância t − s.
Se {\displaystyle X} for um processo de Poisson, a distribuição de probabilidade de Xt − Xs é uma distribuição de Poisson com valor esperado de λ (t − s), no qual λ > 0 é a "intensidade" ou "taxa" do processo.

### Divisibilidade infinita
A distribuição de um processo Lévy tem a propriedade de divisibilidade infinita: dado qualquer número inteiro "n", a lei relativa a um processo Lévy ao longo do tempo pode ser representada como a lei de "n variáveis randômica independentes", processo no tempo "t" pode ser representado como a lei de "n" variáveis aleatórias independentes, que são precisamente os incrementos do processo Lévy mais intervalos de tempo de comprimento t/n, que são independentes e identicamente distribuídos por hipótese. Por outro lado, para cada distribuição de probabilidade infinitamente divisível {\displaystyle F}, existe um processo Lévy {\displaystyle X} de tal modo que a lei de {\displaystyle X_{1}} é dada por um {\displaystyle F}.

### Momentos
Em qualquer processo Lévy com momentos finitos, o momento nth {\displaystyle \mu _{n}(t)=E(X_{t}^{n})}, é uma função polinomial de t; estas funções satisfazer uma identidade binomial:
{\displaystyle \mu _{n}(t+s)=\sum _{k=0}^{n}{n \choose k}\mu _{k}(t)\mu _{n-k}(s).}

## Representação Lévy–Khintchine
A distribuição de um processo Lévy é caracterizada por sua função característica, que por sua vez é dada pela fórmula Lévy–Khintchine (que é geral para todas as distribuições infinitamente divisíveis): Se {\displaystyle X=(X_{t})_{t\geq 0}} for um processo Lévy, então sua função característica {\displaystyle \phi _{X}(\theta )} será dada por
{\displaystyle \phi _{X}(\theta ):=\mathbb {E} {\Big [}e^{i\theta X}{\Big ]}=\exp {\Bigg (}ai\theta -{\frac {1}{2}}\sigma ^{2}\theta ^{2}+\int _{\mathbb {R} \backslash \{0\}}{\big (}e^{i\theta x}-1-i\theta x\mathbf {I} _{|x|<1}{\big )}\,\Pi (dx){\Bigg )}}
na qual {\displaystyle a\in \mathbb {R} }, {\displaystyle \sigma \geq 0}, {\displaystyle \mathbf {I} } será a função indicadora e {\displaystyle \Pi } será a medida sigma-finite  chamada de medida Lévy de {\displaystyle X}, o que satisfaz a propriedade
{\displaystyle \int _{\mathbb {R} \backslash \{0\}}1\wedge x^{2}\Pi (dx)<\infty .}
Um processo Lévy pode conter três componentes independentes: um desvio linear, um movimento browniano e uma superposição de processos de Poisson (centralizados) independentes, com diferentes tamanhos de salto;  {\displaystyle \Pi (dx)}
representa a taxa de chegada (intensidade) do processo de Poisson, com salto de tamanho {\displaystyle x}.
Estes três componentes, e, assim, a representação Lévy–Khintchine, são totalmente determinados pelo trio Lévy–Khintchine {\displaystyle (a,\sigma ^{2},\Pi )}. Especificamente, o único (não-determinístico) processo de Lévy contínuo é um movimento browniano com deriva.

## Decomposição Lévy–Itō
Qualquer processo Lévy pode ser decomposto numa soma de um movimento browniano, um desvio linear e um processo de salto puro que capta todos os saltos do processo de Lévy originais. Este último pode ser pensado como uma sobreposição de um processo de Poisson composto centrado. Esse resultado é conhecido como descomposição Lévy–Itō.
Dado um trio Lévy {\displaystyle (a,\sigma ^{2},\Pi )} existem três processos Lévy independentes, que se encontram no mesmo espaço de probabilidade, {\displaystyle X^{(1)}}, {\displaystyle X^{(2)}}, {\displaystyle X^{(3)}} de tal modo que:
- {\displaystyle X^{(1)}} é um movimento browniano com desvio, correspondente à parte absolutamente contínua de uma medida e capturando o desvio a e difusão {\displaystyle \sigma ^{2}};
- {\displaystyle X^{(2)}} é um processo de Poisson composto, correspondente à parte pura do ponto da medida singular W;
- {\displaystyle X^{(3)}} é um quadrado integrável pure jump martingale que certamente tem um número contável de saltos em um intervalo finito, correspondente à parte contínua singular da medida singular W.

O processo definido por {\displaystyle X=X^{(1)}+X^{(2)}+X^{(3)}} é então um processo Lévy com o trio {\displaystyle (a,\sigma ^{2},\Pi )}.
O processo {\displaystyle X^{(3)}} pode ser decomposto como uma soma de dois processos independentes, o primeiro salto puro martingale de saltos menores que {\displaystyle 1} em valor absoluto; e o segundo um processo Poisson composto descrevendo os saltos maiores que "1" em valor absoluto.